# کریستیان لادمان
کریستیان لادمان (انگلیسی: Christian Lademann؛ زادهٔ ۳۰ اکتبر ۱۹۷۵) دوچرخه‌سوار اهل آلمان است.